# Сан-Мауро-Чиленто
Сан-Мауро-Чиленто (італ. San Mauro Cilento) — муніципалітет в Італії, у регіоні Кампанія,  провінція Салерно.
Сан-Мауро-Чиленто розташований на відстані близько 290 км на південний схід від Рима, 95 км на південний схід від Неаполя, 60 км на південний схід від Салерно.
Населення — 915 осіб (2014).
Щорічний фестиваль відбувається 11 липня. Покровитель — San Mauro.

## Демографія
Населення за роками:

Станом на 1 січня 2023 року в муніципалітеті офіційно проживало 36 іноземців з 8 країн, серед них 12 громадян країн Євросоюзу та 5 громадян України.

## Сусідні муніципалітети
- Монтекориче
- Полліка
- Серрамеццана
- Сесса-Чиленто